# Vadsø
Vadsø ⓘ (nordsamisch Čáhcesuolu, kvenisch Vesisaari) ist eine Kommune im norwegischen Fylke Finnmark. Die Kommune hat 5777 Einwohner (Stand: 1. Januar 2025) und liegt im Nordosten des Landes. Verwaltungssitz ist die gleichnamige Stadt Vadsø, die auch als Verwaltungssitz des Fylkes Finnmark fungiert.

## Geografie

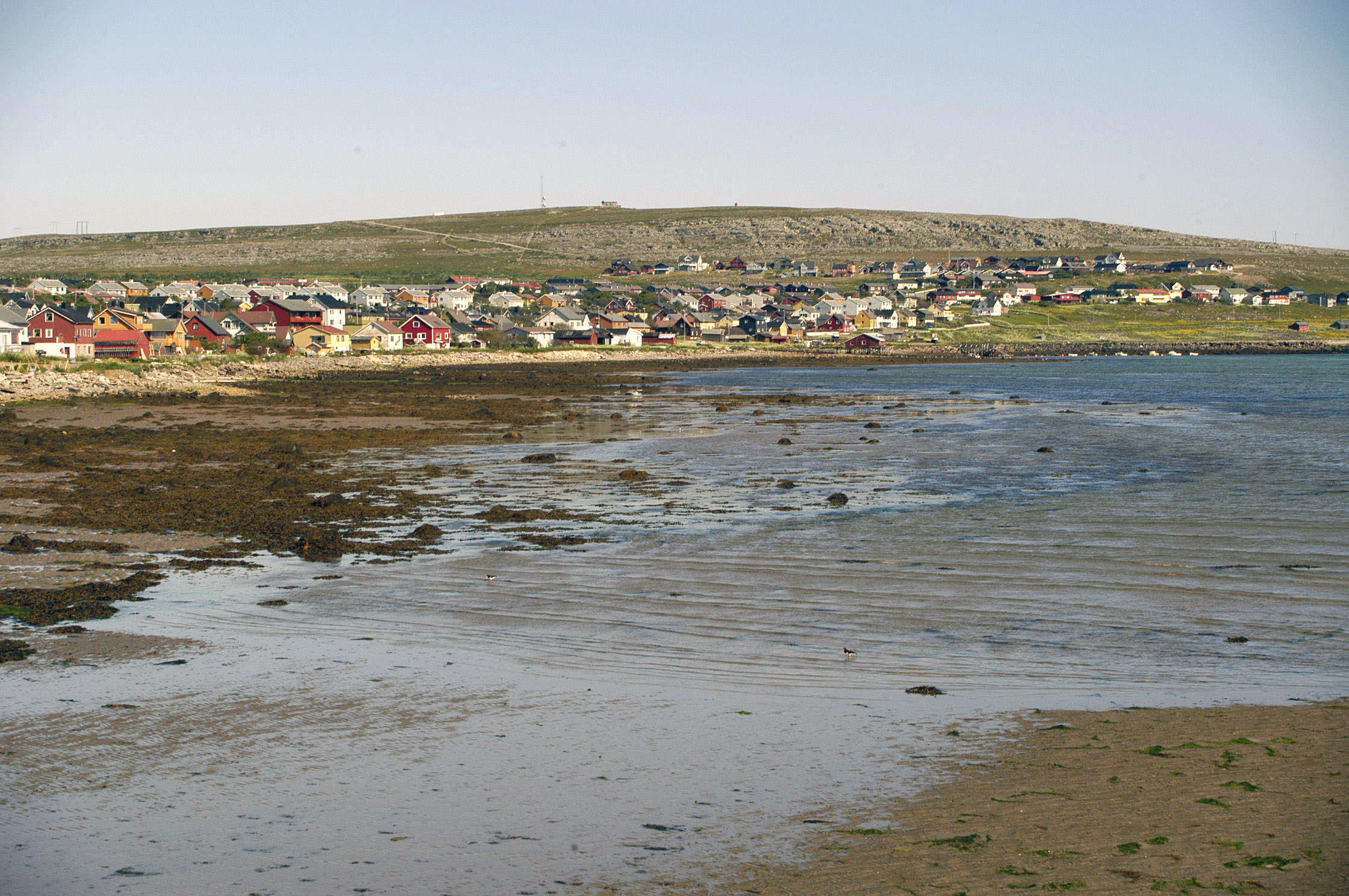
Blick auf die Stadt Vadsø

Die Kommune Vadsø liegt im äußersten Nordosten des Landes auf der Südseite der Varangerhalbinsel. Die Kommune grenzt im Norden an Båtsfjord und Vardø sowie an einem Punkt an Berlevåg. Im Westen grenzen die Kommunen Tana und Nesseby an. Die Grenze zu Nesseby verläuft weitgehend im Fluss Jakobselva. Im Süden besteht im Varangerfjord, der sich von Osten in das Land einschneidet, eine Grenze zur Kommune Sør-Varanger. Im Varangerfjord liegen einige kleinere Inseln, die zur Kommune gehören. Unter anderem liegt ein Teil der Stadt Vadsø auf der Vadsøya.
Über weite Teile der Kommune erstreckt sich ein Hochplateau. Bis zu einer Höhe von etwa 200 moh. befinden sich Birkenwälder, die im Sommer als Weideareal für Rentiere genutzt werden. Abseits davon ist die Vegetation eher spärlich. Die höchste Erhebung der Kommune Vadsø hat eine Höhe von 633,07 moh.
Die Gesamtfläche der Kommune beträgt 1.258,06 km², wobei Binnengewässer zusammen 24,6 km² ausmachen. Ein Teil der Fläche geht in den Varangerhalvøya-Nationalpark (Varangerhalvøya nasjonalpark) ein. Der Nationalpark wurde im Jahr 2006 gegründet und erstreckt sich über die Kommunen Vardø, Vadsø, Båtsfjord und Nesseby.

## Einwohner
Die meisten Einwohner der Kommune leben an der Küste der Varangerfjords. Im Laufe des 19. Jahrhunderts wuchs die Anzahl der Einwohner in der Kommune und Stadt Vadsø stark an. So hatte Vadsø im Jahr 1835 noch 553 und zum Ende des Jahrhunderts bereits 3268 Einwohner. Zum Anstieg kam es unter anderem aufgrund der Einwanderung von Finnen, weshalb bis heute noch Teile der Einwohner finnisch sprechen. Die Einwohnerzahl wuchs im 20. Jahrhundert zunächst weiter an, jedoch nicht mehr so stark. Gegen Ende des 20. Jahrhunderts begann die Zahl der Einwohner zu sinken.
In der Gemeinde liegen zwei sogenannte Tettsteder, also zwei Ansiedlungen, die für statistische Zwecke als eine städtische Siedlung gewertet werden. Diese sind Vadsø mit 4867 und Vestre Jakobselv mit 480 Einwohnern (Stand: 1. Januar 2024). Beide Tettsteder liegen direkt an der Küste.
Die Einwohner der Gemeinde werden Vadsøværing genannt. Offizielle Schriftsprache ist wie in vielen Kommunen in Finnmark Bokmål, die weiter verbreitete der beiden norwegischen Sprachformen.
| Jahr          | 1986 | 1990 | 1995 | 2000 | 2005 | 2010 | 2015 | 2020 | 2025 |
| ------------- | ---- | ---- | ---- | ---- | ---- | ---- | ---- | ---- | ---- |
| Einwohnerzahl | 5958 | 5967 | 6415 | 6130 | 6181 | 6101 | 6239 | 5788 | 5777 |

## Klima
|                        | Jan   | Feb   | Mär   | Apr   | Mai   | Jun  | Jul  | Aug  | Sep  | Okt   | Nov   | Dez   |   |       |
| Mittl. Temperatur (°C) | −6,1  | −6,2  | −4,5  | −1,4  | 3,5   | 7,7  | 11,3 | 10,6 | 7,1  | 1,7   | −2,3  | −4,3  | ⌀ | 1,5   |
| Mittl. Tagesmax. (°C)  | −3,8  | −3,5  | −2,3  | 0,8   | 5,8   | 10,2 | 13,7 | 13,1 | 9,4  | 3,3   | −0,6  | −2,2  | ⌀ | 3,7   |
| Rekordmaximum (°C)     | 8,0   | 10,0  | 6,8   | 13,2  | 22,0  | 29,0 | 31,0 | 27,5 | 21,4 | 20,0  | 8,0   | 9,0   | ᐃ | 31,0  |
| Mittl. Tagesmin. (°C)  | −7,9  | −8,0  | −6,6  | −3,8  | 1,1   | 5,2  | 8,7  | 7,9  | 4,6  | −0,1  | −4,6  | −6,4  | ⌀ | −0,8  |
| Rekordminimum (°C)     | −25,0 | −23,9 | −22,0 | −17,0 | −10,0 | −2,0 | 1,0  | −1,0 | −5,0 | −13,0 | −18,0 | −19,0 | ᐁ | −25,0 |
|                        |       |       |       |       |       |      |      |      |      |       |       |       |   |       |
| Niederschlag (mm)      | 48    | 39    | 39    | 41    | 31    | 41   | 53   | 55   | 52   | 53    | 53    | 45    | Σ | 550   |

| −7,9 |

| −8,0 |

| −6,6 |

| −3,8 |

| 1,1 |

| 5,2 |

| 8,7 |

| 7,9 |

| 4,6 |

| −0,1 |

| −4,6 |

| −6,4 |

| −7,9 |

| −8,0 |

| −6,6 |

| −3,8 |

| 1,1 |

| 5,2 |

| 8,7 |

| 7,9 |

| 4,6 |

| −0,1 |

| −4,6 |

| −6,4 |

| N i e d e r s c h l a g | 48  | 39  | 39  | 41  | 31  | 41  | 53  | 55  | 52  | 53  | 53  | 45  |
|                         | Jan | Feb | Mär | Apr | Mai | Jun | Jul | Aug | Sep | Okt | Nov | Dez |

## Geschichte

### Stadtgeschichte

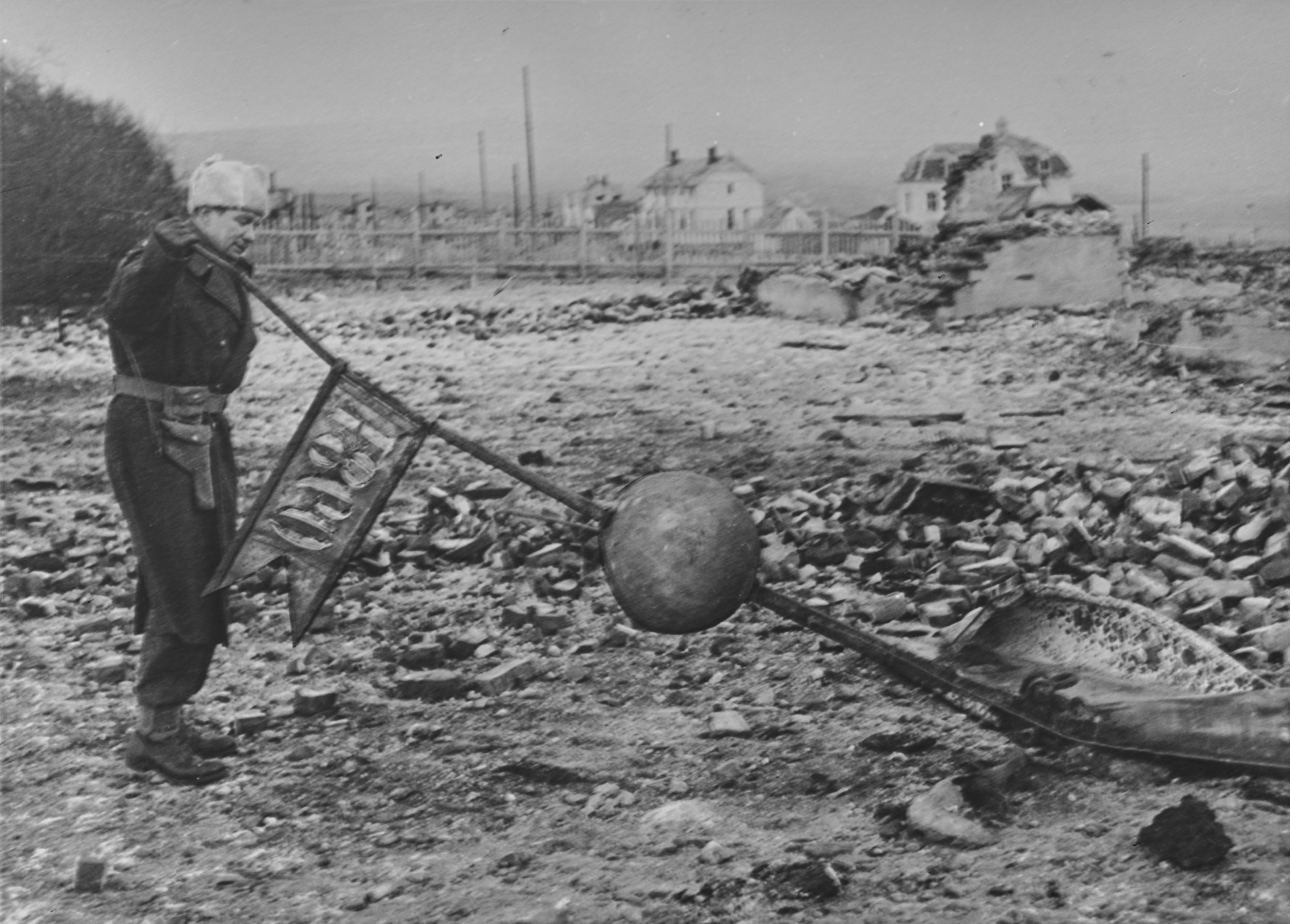
Vadsø nach dem Zweiten Weltkrieg

Die erste Siedlung in der heutigen Kommune Vadsø lag auf der Insel Vadsøya. Dort befand sich bereits im 16. Jahrhundert ein Fischerdorf und eine Kirche. Die Insel wurde zu dieser Zeit auch Kirkøya (deutsch Kircheninsel) genannt. Im Laufe des 17. Jahrhunderts zogen die Einwohner von dort auf das Festland. Im Jahr 1717 wurde auch die Kirche auf das Festland verlegt.
Im Jahr 1833 erhielt Vadsø den Status als Kjøpstad und somit Handelsprivilegien. Vadsø entwickelte sich daraufhin zu einem wichtigen Ort für den Pomorhandel mit Russland. Aufgrund einer Hungersnot in Finnland und Nordschweden kamen von 1866 bis 1868 viele Siedler von dort in die Region um Vadsø. Die Gegend erhielt dadurch eine starke finnische Prägung. Die Ortschaft Vestre Jakobselv wurde beispielsweise von Finnen gegründet.
Während des Zweiten Weltkriegs, als sich Norwegen unter deutscher Besatzung befand, hielten sich viele Soldaten der Wehrmacht in Vadsø auf. Als es am 23. August 1944 von der Sowjetunion aus zu den ersten Angriffen der Alliierten kam, waren rund 2000 deutsche Soldaten in der Stadt. In Folge der Bombardements wurden etwa zwei Drittel der Stadt zerstört. Anders als an anderen Orten in der Finnmark, die von den Deutschen im Rahmen der Kriegstaktik Verbrannte Erde zerstört wurden, blieb in Vadsø ein vergleichsweise großer Teil der Stadt intakt. Vadsø wurde nach dem Krieg wieder aufgebaut.

### Ein- und Ausgemeindungen
Im Laufe der Jahre wurden die Gemeindegrenzen von Vadsø mehrfach angepasst. Nachdem mit den Formannskapslovene im Jahr 1838 die kommunale Selbstverwaltung eingeführt worden war, wurde bereits im Jahr 1839 die Kommune Nesseby mit 598 Einwohnern von Vadsø abgespalten. Vadsø verblieb nach der Ausgemeindung mit 388 Einwohnern. Im Jahr 1858 wurde Nesseby mit zu diesem Zeitpunkt 706 Einwohnern wieder Teil von Vadsø. Zugleich wurde jedoch die Kommune Sør-Varanger mit 1171 Einwohnern ausgegliedert. Vadsø verblieb im Zuge dessen mit 1344 Einwohnern.
Im Jahr 1864 kam es zu einer erneuten Ausgemeindung von Nesseby. Die Einwohnerzahl der erneut gegründeten Kommune lag bei 886. Mit Nord-Varanger, das zum 1. Januar 1894 gegründet wurde, verließen erneut 1296 Einwohner die Kommune. Vadsø hatte danach noch 1114 Einwohner. Nord-Varanger wurde zu Beginn des Jahres 1964 wieder in Vadsø eingemeindet. Nord-Varanger brachte 1587 neue Einwohner in die Kommune mit. Vadsø hatte zuvor 3353 Einwohner.

## Wirtschaft und Infrastruktur

### Verkehr
Entlang der Küste des Varangerfjord führt die Europastraße 75 (E75) durch die Kommune. Die E65 verläuft dabei durch Vestre Jakobselv und die Stadt Vadsø. In Richtung Nordosten stellt die Straße die Verbindung zur Stadt Vardø her. In Richtung Westen führt sie nach Nesseby und zur Europastraße 6 (E6). Zwischen der Vadsøya und dem Festland verläuft eine Brücke.
Etwas östlich der Stadt Vadsø liegt bei der Ortschaft Kiby der Flughafen Vadsø. Von dort werden die weiteren Flughäfen des nordnorwegischen Kurzbahnnetzes angeflogen: Tromsø, Alta, Hammerfest, Mehamn, Berlevåg, Båtsfjord, Vardø und Kirkenes. Der Flughafen liegt an der E75.
Der Hafen von Vadsø ist die vorletzte Anlegestelle der Hurtigruten in Richtung Norden.

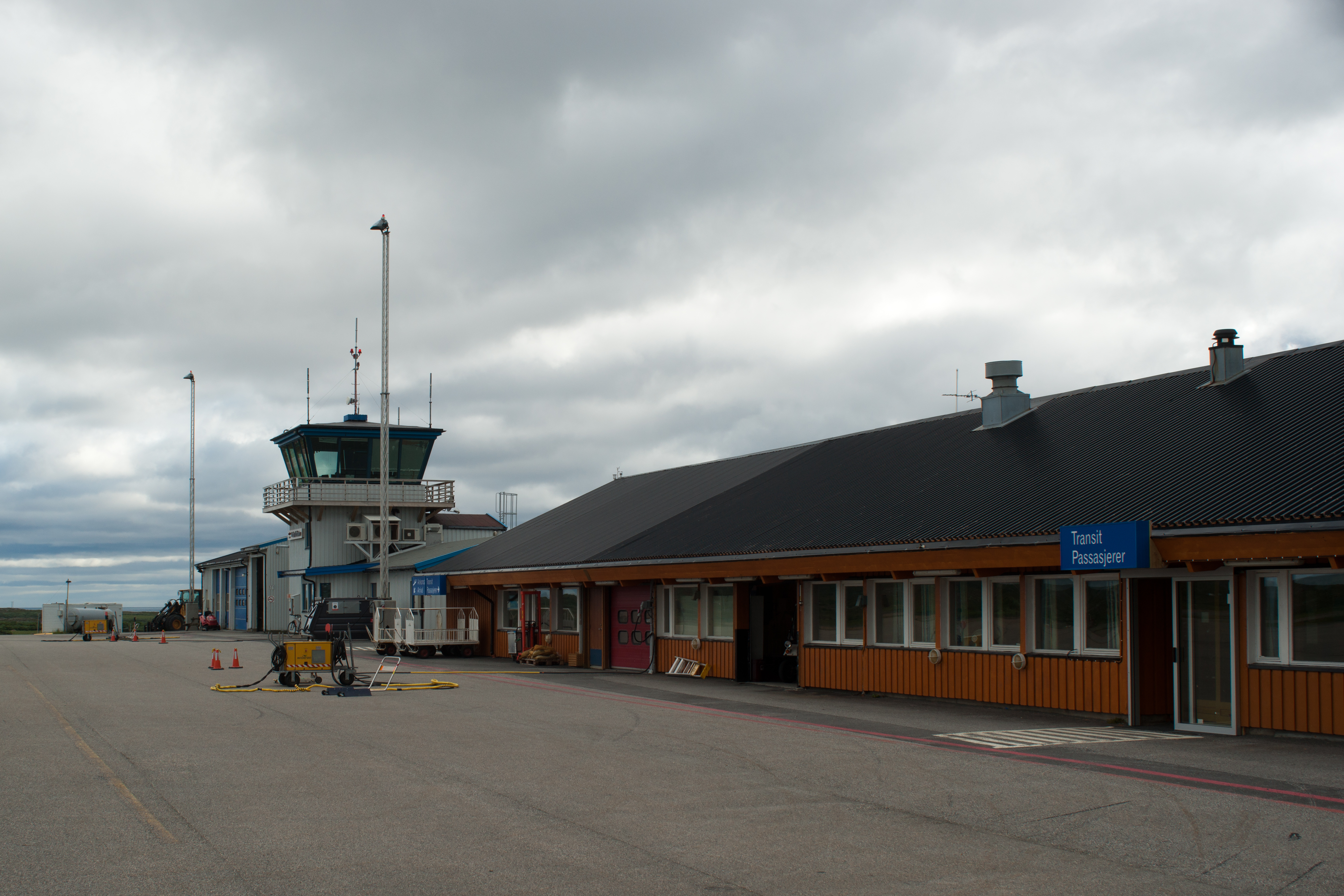
Flughafen Vadsø
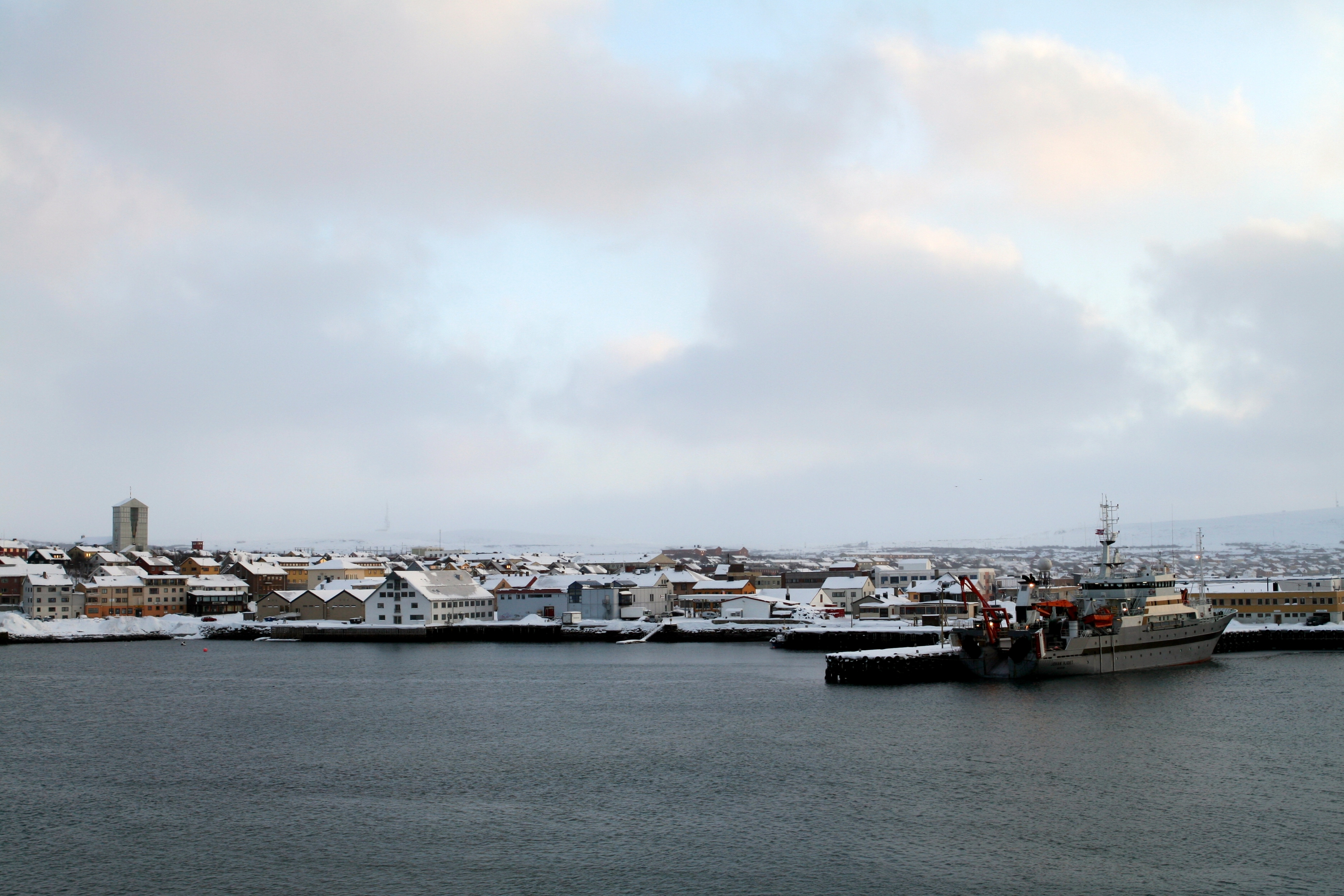
Hafen von Vadsø

### Wirtschaft
Lange Zeit war die Fischerei die Haupteinnahmequelle für die Kommune. Zwar gibt es auch heute noch Fischer in der Kommune und Fabriken zur Fischveredlung, allerdings sind die meisten Arbeitsplätze mittlerweile im Dienstleistungssektor angesiedelt. Von Bedeutung ist hierbei insbesondere, dass in Vadsø der Sitz der Fylkeskommune Finnmark und des Statsforvalters von Finnmark und Troms. Bei Vadsø befindet sich auch die Forsvarets stasjon Varanger (FSV), eine militärische Abhör- und Peilstation, die während des Kalten Kriegs eingerichtet wurde und zum norwegischen Nachrichtendienst, dem Etterretningstjenesten, gehört. Die genauen Tätigkeiten und die Anzahl an Mitarbeitern ist unbekannt. Es soll eine Zusammenarbeit mit der CIA und NSA bestehen.
Durch die Ausbau des Verkehrsnetzes in der Regions stieg auch die Bedeutung des Tourismus für die Kommune an. In Vadsø befindet sich der Hauptsitz der Zeitung Finnmarken. Im Jahr 2021 arbeiteten von rund 2840 Arbeitstätigen etwa 2500 in Vadsø selbst. Jeweils etwa 60 Personen pendelten nach Tromsø und Sør-Varanger.

## Kultur und Religion

### Museen und Denkmäler
In Vadsø befindet sich das Vadsø museum – Ruija kvenmuseum, dass sich unter anderem der Geschichte der Kvenen und Finnen in Norwegen widmet. Zum Museum gehört ein Kulturpark auf der Vadsøya. Dort steht unter anderem der Ankermast, der für die Luftschiffe von Roald Amundsen und Umberto Nobile bei deren Polarexpeditionen genutzt wurde. Das Luftschiff Norge legt dort im Mai 1926 und die Italia im Jahr 1928 einen Zwischenstopp ein. Vadsø wurde für die Zwischenstopps gewählt, da es von dort bereits längere meteorologische Aufzeichnungen gab.
In der Stadt befinden sich zudem ein Einwandererdenkmal und ein Denkmal, das an den Wiederaufbau erinnert. Seit 1982 wird in Vadsø jährlich mit dem Varangerfestivalen ein Jazz-Festival veranstaltet.

### Kirchen

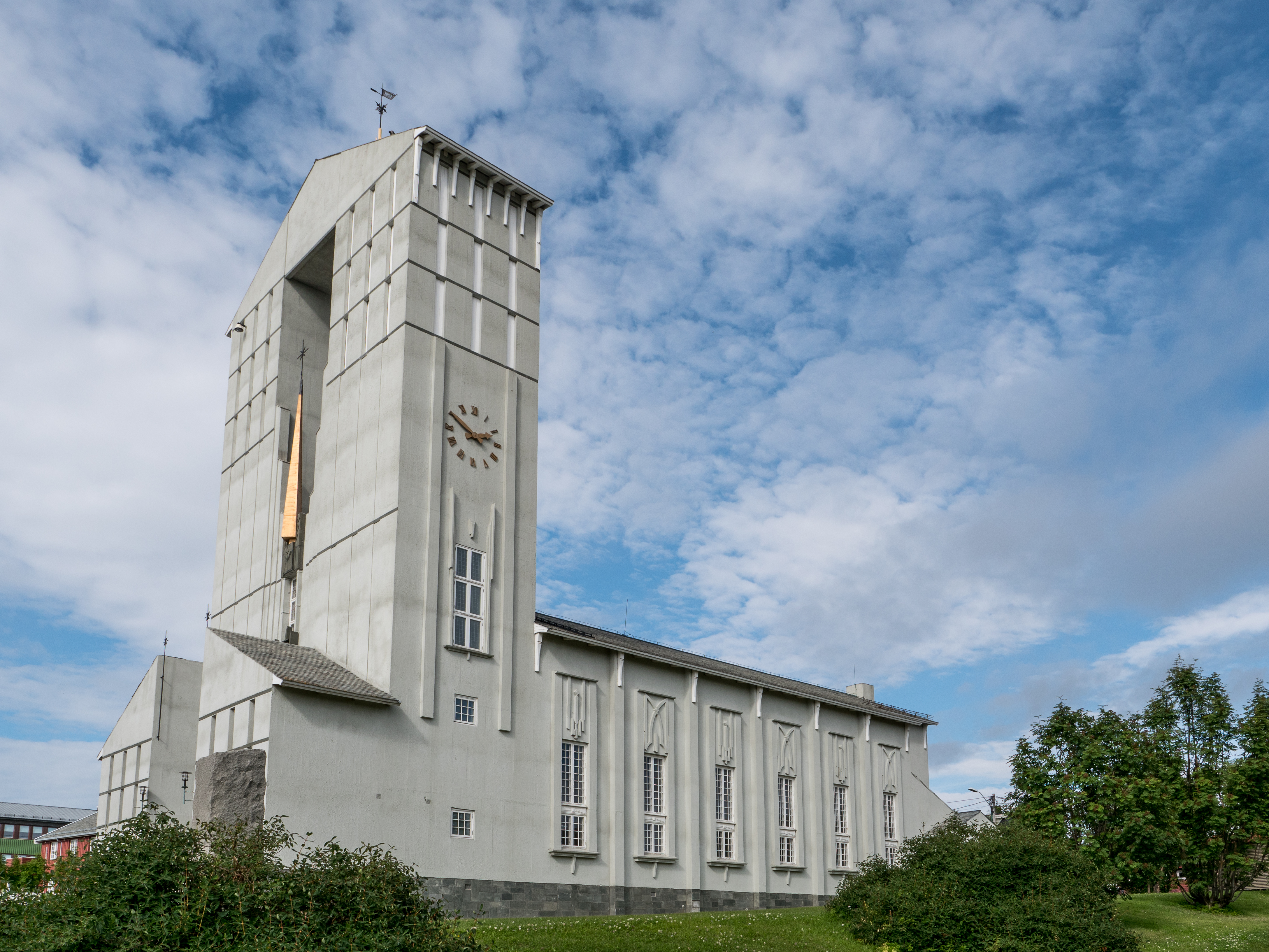
Kirche von Vadsø

In der Kommune Vadsø befinden sich insgesamt drei Kirchen. Die Kirche von Vadsø (Vadsø kirke) wurde im Jahr 1958 fertiggestellt, nachdem die Vorgängerkirche im Jahr 1944 abgebrannt war. Die Kirche hat drei Schiffe und rund 320 Sitzplätze. In der Ortschaft Vestre Jakobselv steht die Vestre Jakobselv kirke. Sie wurde in Holz erbaut und hat rund 100 Sitzplätze. Im Osten der Kommune befindet sich im Ort Skallelv die Skallelv kirke. Die Holzkirche wurde 1960 fertiggestellt und hat rund 80 Sitzplätze.

## Name und Wappen
Das seit 1976 offizielle Wappen der Kommune zeigt in Rot einen silbernen Rentierkopf mit gleichgefärbten Geweih.
Vadsø wurde im Jahr 1520 als Vasthøen und 1567 als Vaadsøenn erwähnt. Der altnordische Name ist *Vatsøy und setzt sich aus den beiden Wörtern „Wasser“ und „Insel“ zusammen. Ursprünglich wurde der Name für die der Stadt vorgelagerten Insel verwendet. Ähnliche Namen lassen sich entlang der norwegischen Küste an mehreren Orten finden. Der Name weist darauf hin, dass Seefahrer dort Trinkwasser finden konnten. Auch der samische und finnische Name haben dieselbe Bedeutung.

## Persönlichkeiten
- Karl Trasti (1917–1976), Politiker
- Erling Norvik (1928–1998), Politiker und Journalist
- Oddny Aleksandersen (* 1942), Politikerin
- Bodil Niska (* 1954), Jazzmusikerin (Saxophon)
- Stig Henrik Hoff (* 1965), Schauspieler
- Lars Bohinen (* 1969), Fußballspieler
- Sigurd Rushfeldt (* 1972), Fußballspieler
- Kristin Harila (* 1986), Extrembergsteigerin sowie ehemalige Langläuferin